# Sthenias longeantennatus
Sthenias longeantennatus là một loài bọ cánh cứng trong họ Cerambycidae.